# Premiership Rugby 2014-15
La Liga de Inglaterra de Rugby 15 2014-15, más conocido como Aviva Premiership 2014-15 (por razones comerciales) fue la vigésimo octava edición del torneo más importante de rugby de Inglaterra.

## Formato
El torneo se disputó en dos etapas, la primera una fase regular en donde cada equipo se enfrentó en condición de local y de visitante a cada uno de sus rivales, posteriormente los cuatro mejores equipos clasificaron a la postemporada, enfrentándose en eliminaciones directas comenzando desde las semifinales. 
El último clasificado de la fase regular descendió al RFU Championship.

## Desarrollo

### Fase regular
| Pos. | Equipo             | Encuentros | Encuentros | Encuentros | Encuentros | Tantos | Tantos | Tantos | PB | PB | Puntos |
| Pos. | Equipo             | PJ         | PG         | PE         | PP         | F      | C      | Dif    | BO | BD | Puntos |
| ---- | ------------------ | ---------- | ---------- | ---------- | ---------- | ------ | ------ | ------ | -- | -- | ------ |
| 1.º  | Northampton Saints | 22         | 16         | 1          | 5          | 621    | 400    | +221   | 8  | 2  | 76     |
| 2.º  | Bath               | 22         | 16         | 0          | 6          | 625    | 414    | +211   | 9  | 2  | 75     |
| 3.º  | Leicester Tigers   | 22         | 15         | 1          | 6          | 453    | 421    | +32    | 4  | 2  | 68     |
| 4.º  | Saracens           | 22         | 14         | 1          | 7          | 664    | 418    | +246   | 5  | 5  | 68     |
| 5.º  | Exeter Chiefs      | 22         | 14         | 0          | 8          | 663    | 437    | +226   | 5  | 7  | 68     |
| 6.º  | Wasps              | 22         | 11         | 2          | 9          | 672    | 527    | +145   | 9  | 4  | 61     |
| 7.º  | Sale Sharks        | 22         | 11         | 0          | 11         | 497    | 482    | +15    | 6  | 4  | 54     |
| 8.º  | Harlequins         | 22         | 10         | 0          | 12         | 444    | 514    | −70    | 4  | 5  | 49     |
| 9.º  | Gloucester         | 22         | 9          | 1          | 12         | 553    | 575    | −22    | 4  | 6  | 48     |
| 10.º | London Irish       | 22         | 7          | 1          | 14         | 442    | 578    | −136   | 4  | 6  | 40     |
| 11.º | Newcastle Falcons  | 22         | 5          | 1          | 16         | 475    | 545    | −70    | 4  | 8  | 34     |
| 12.º | London Welsh       | 22         | 0          | 0          | 22         | 223    | 1021   | −798   | 1  | 0  | 1      |

|  | Semifinalistas.                 |
|  | Descendido al RFU Championship. |

### Postemporada

#### Semifinal
| 23 de mayo de 2015 | Northampton Saints | 24 - 29 | Saracens |  |  |

| 23 de mayo de 2015 | Bath | 47 - 10 | Leicester Tigers |  |  |

#### Final
| 30 de mayo de 2015 | Bath | 16 - 28 | Saracens |  |  |

| Bandera de Inglaterra |
| Campeón Saracens      |
| Segundo título        |